# جاكسون كمبر
جاكسون كمبر (بالإنجليزية: Jackson Kemper)‏ هو قسيس أمريكي، ولد في 24 ديسمبر 1789 في بليزانت فالي في الولايات المتحدة، وتوفي في 24 مايو 1870 في ناشوتا في الولايات المتحدة.